# 广雅滩
广雅滩（英語：Prince of Wales Bank；越南语：／）位于西卫滩东北方，南薇滩西北部。属水下封闭型环礁。

## 历史
- 1935年中国的公布名称为比邻教畏滩。
- 1947年和1983年中国的公布名称为广雅滩。有外文图书称其为Prince of Wales Bank[1]。

## 地质地形
该滩呈椭圆形，东北一西南走向，长38.72km，宽7.4-13.85km，水深最浅在西邊7.3m，礁盘其他部分水深为15-19m，个别最深达42m。

## 地理坐标
北纬8度08分，东经110度32分海域内